# Orthochiroides socotrensis
Espèce
Synonymes
- Orthochirus socotrensis (Kovařík, 2004)

Orthochiroides socotrensis est une espèce de scorpions de la famille des Buthidae.

## Distribution
Cette espèce est endémique du Sud de Socotra au Yémen,.

## Description
Le mâle holotype mesure 27,1 mm.
Orthochiroides socotrensis mesure de 24 à 32 mm.

## Systématique et taxinomie
Cette espèce a été décrite par Kovařík en 2004. Elle est placée dans le genre Orthochirus par Lourenço et Ythier en 2021 puis dans le genre Orthochiroides par Kovařík et Lowe en 2022.

## Étymologie
Son nom d'espèce, composé de socotr[a] et du suffixe latin -ensis, « qui vit dans, qui habite », lui a été donné en référence au lieu de sa découverte, Socotra.

## Publication originale
- Kovařík, 2004 : « Revision and taxonomic position of genera Afghanorthochirus Lourenço & Vachon, Baloorthochirus Kovařík, Butheolus Simon, Nanobuthus Pocock, Orthochiroides Kovařík, Pakistanorthochirus Lourenço, and Asian Orthochirus Karsch, with descriptions of twelve new species (Scorpiones, Buthidae). » Euscorpius, no 16, p. 1-33 (texte intégral).